# 95. pehotna divizija (ZDA)
95. pehotna divizija (izvirno angleško 95th Infantry Division) je bila pehotna divizija Kopenske vojske ZDA.

## Zgodovina
Divizija je bila prvotno ustanovljena iz prebivalcev Oklahome in Kansasa.